# أحمد فلمبان
أحمد فلمبان فنان تشكيلي سعودي، ولد في مكة المكرمة 12 يوليو عام 1951م، ويعد من أبرز رواد حركة الفن التشكيلي في المملكة العربية السعودية، وأحد الذين أسهموا إثراء المشهد التشكيلي السعودي. وصدرت له العديد من المؤلفات في الفن التشكيلي من أبرزها كتاب «التشكيليون السعوديون»، وكتاب «فن في نصف قرن: أضواء على توهجات الفن التشكيلي السعودي».

## التعليم
- حاصل على درجة البكالوريوس من أكاديمية الفنون الجميلة في روما عام 1971م.[6]

## بدايات الفن
يقول فيلمبان عن بداياته الفنية: «مارست الخط بعد تعلمه على أيدي كبار الخطاطين في مكة المكرمة، وأثناء دراستي في المراحل الابتدائية والمتوسطة والثانوية مارست الرسم وشاركت في جميع أنشطته المدرسية وبرزت فيه ومن خلاله قادتني الأقدار للابتعاث إلى إيطاليا بعد الثانوية العامة عام 1387هـ، وكان المنعطف الكبير في حياتي، فنياً واجتماعياً، حيث عشت وعايشت الفن في بلد الفن والجمال، فكانت روما محطة دراستي وكانت عبارة عن متحف كبير ومدرسة واسعة يتعلم فيها كل عاشق ومهتم وهاو للفن، وهكذا تشبع بصري، وغيرت عندي الكثير من المفاهيم، إضافة إلى علوم وثقافات وخبرات المعلمين في أكاديمية روما التي تخرجت منها عام 1971م بتقدير ممتاز ومرتبة الشرف وحصولي على جائزة مينيرفا لأحسن طالب في الأكاديمية للعام الدراسي 1970-1971م حيث تتلمذت على أيدي كبار الأساتذة الفنانين الإيطاليين مثل في ريناتو جوتوسو، وفرانكوجنتيليني (في الرسم)، وبيانكي وشيروكي (في فن الحفر الغائر)».

## معارض ولوحات
- معرض (اجترار المواجع)، واشتمل المعرض على عشرين لوحة جسّد فيها الفنان معاناته مع المرض، وأقيم المعرض في صالة «رؤى الفن» في وسط جدة التاريخية عام 2016م.[8]
- معرض (ضحايا الحطام)، واشتمل على 40 لوحة عرضت في المكتبة العامة في روما عام 2005م، وجسدت اللوحات معاناة الآلاف من الأطفال في ظل الحرمان والجوع والمرض والتعذيب والاستغلال.[9]
- وأقام فيلمبان أكثر من 14 معرضاً شخصياً في جدة، الرياض، إيطاليا والنمسا، كما شارك في أكثر من 93 معرضاً مشتركاً وبيناليات ومهرجانات وفعاليات فنية وأسابيع ثقافية داخل المملكة العربية السعودية وخارجها منذ عام 1967.[10]
- وتقتني أعماله العديد من الجهات من بينها: السفارة السعودية في روما، والمتحف الوطني لفن الطباعة في روما، ومتحف بلدية كاسال ماجوري في إيطاليا، وأكاديمية الفنون الجميلة في روما، ووزارة الخارجية الإيطالية، والمتحف الوطني لفن الطباعة في روما، وبارك جاليري في لندن، وجريدة أوستيا أجي، وجريدة جازيت دي بروما، والأكاديمية الإيطالية للفنون والعمل في روما، والمركز الثقافي المصري، ومكتب جامعة الدول العربية في روما.[11]

## إصدارات
- «التشكيليون السعوديون» صدر عن الجمعية العربية السعودية للثقافة والفنون، ويتناول الكتاب مسيرة الفن التشكيلي في المملكة العربية السعودية وأهم التحولات التي رافقت هذا الفن منذ انطلاقته الأولى.[12]
- «ذاكرة على السطح» صدر عن منشورات شركة أزهر لتقنية المعلومات عام 2013م، وتضمن الكتاب سيرة ذاتية وتأملات وخواطر في الفنون التشكيلية ولمحة عن الفن التشكيلي السعودي والإيطالي.[11]
- «إضاءة للذكرى» [بالاشتراك مع د. فؤاد مغربل).[13]
- «فن في نصف قرن: أضواء على توهجات الفن التشكيلي السعودي) صدر عن جامعة الأعمال والتكنولوجيا في جدة عام 2016م، وتضمن الكتاب إضاءة عن التجربة الجمالية السعودية والمغامرة الإبداعية، وعرضًا موجزًا عن الفن التشكيلي السعودي المعاصر.[5]
- «ماذا؟..ولماذا؟ أسرار اللون وحدس الضوء» صدر عام 2016م، ويوثق بين دفتيه عن تجاربه وأعماله التشكيلية التي أنتجها بين عامي 1970 ـ 2015م.[14]
- «إبداع لا ينضب» [بالاشتراك مع هشام بنجابي]. صدر عن أكاديمية جدة للفنون ورعاية جامعة الأعمال والتكنولوجيا في جدة عام 2019م.[15]
- «حكاية أجيال» صدر عن جامعة الأعمال والتكنولوجيا في جدة عام 2022م.[16]
- «الفن التشكيلي السعودي في ذكرى التسعين» صدر عام 2025م.[17][18]

## جوائز وتكريم
- حاصل على وسام الاستحقاق الإيطالي عام 2007م.
- حاصل على درع «مايسترو في الفن» من الجمعية العالمية للفنون والثقافة الإيطالية.
- الجائزة الأولى في بينالي البحر الدولي الثلاثين في روما عام 2005م.[10]
- حصل على جائزة منيرفا في روما لأحسن طالب في قسم الرسم للعام الأكاديمي 1971م.
- منحه رئيس الجمهورية الإيطالية وسام الدولة ولقب «فارس» عام 2007م.
- كرمته وزارة الثقافة والإعلام تقديراً لمسيرة عطائه في الفن التشكيلي عام 2010م.[19]
- كرمته الجمعية السعودية للفنون التشكيلية في مكة المكرمة
- كرمته جمعية الثقافة والفنون في جدة في حفل تدشين كتاب (إبداع لا ينضب) وتكريم رواد الفن التشكيلي عام 2019م.[20]